# Claude Pompidou
Claude Jacqueline Pompidou z domu Cahour (ur. 13 listopada 1912 w Château-Gontier, zm. 3 lipca 2007 w Paryżu) – w latach 1969–1974 francuska pierwsza dama.

## Życiorys
Uczyła się w paryskim Lycée Louis-le-Grand, a później studiowała prawo. W 1935 roku została małżonką Georges'a Pompidou, który w latach 1962–1968 był premierem V Republiki, a w latach 1969–1974 prezydentem V Republiki. Małżeństwo adoptowało chłopca, Alaina Pompidou.
Jako pierwsza dama wspierała sztukę nowoczesną. M.in. odnowiła niektóre apartamenty Pałacy Elizejskiego w stylu modernistycznym i zabiegała o założenie muzeum Centre Georges Pompidou.
W 1970 założyła fundację Claude Pompidou Foundation, której celem było wspieranie osób starszych i niepełnosprawnych dzieci.